# Neukölln (stadsdel)
För andra betydelser, se Neukölln.
Neukölln (äldre stavning: Neucölln) är en stadsdel (tyska: Ortsteil) i Berlin i Tyskland. Stadsdelen är idag en del av stadsdelsområdet Neukölln, ett av Berlins tolv större förvaltningsdistrikt. För att särskilja stadsdelen från stadsdelsområdet används ibland begreppet Nord-Neukölln eller Neukölln-Nord.
Neukölln skapades ur Böhmisch-Rixdorf, som under 1800-talets industrialisering växt i rasande takt, blivit stad 1899 och 1920 inkorporerats i Stor-Berlin. Neukölln har traditionellt varit en utpräglad arbetarstadsdel. Under senare år har många industrier lagts ner och området genomgår en omvandling, bland annat kopplat till gentrifiering.

## Historia
1360 omnämndes dagens Neukölln under namnet Richardsdorp som senare blev Rieksdorf och slutligen Rixdorf. Richardsdorf tillhörde tempelriddarna som var bosatta i Tempelhof. Från 1318 till 1435 övertogs området av Johanniterorden. Idag bär områdets vapen därför ett Johanniterkors. År 1400 fick Richardsdorp en egen kyrka. 1435 avträdde johanniterna sitt område till Berlin och Neukölln. Under 30-åriga kriget plundrades området och brändes ner.
1737 blev delar av området en fristad för böhmer som flytt på grund av sin evangeliska tro. Dessa herrnhutare byggde en egen kyrka och bosatte sig i en egen by som 1797 blev en egen förvaltning som Böhmisch-Rixdorf. Under sjuåriga kriget plundrades de två Rixdorf av österrikiska trupper. 1806 ockuperades Rixdorf av franska trupper. 1811 öppnades den första idrottsplatsen i Tyskland av Friedrich Ludwig Jahn i Hasenheide. 1849 ägde en omfattande brand rum, som förstörde stora delar av Rixdorf och återuppbyggandet pågick till 1853.

### Rixdorf enas
1874 förenades församlingarna Böhmisch-Rixdorf och Deutsch-Rixdorf och Rixdorfs invånarantal växte mot slutet av 1800-talet och 1900-talets början. Utvecklingen var snabb och 1895 hade Rixdorf 90 000 invånare varpå man fick stadsrättigheter 1899. 1903 följde ett eget vapen då kejsar Vilhelm II gav sitt tillstånd och 1905 började man bygga rådhuset (invigt 1908). I den unga staden uppfördes även en byggnad till Amtsgericht Neukölln och Stadtbad Neukölln. Stadsbadet är ett av Tysklands största badhus.. Körnerpark anlades mellan 1912 och 1916 i nybarock stil. Nya bostadsområden skapades i bland annat Schillerpromenade ("Schillerkiez") och ldealpassage.. Tidigare under 1800-talet hade områdena Reuterkiez och Rollbergsiedlung byggts. 
Neukölln knöts närmare Berlin genom busslinjer och järnvägsstation. 1872 förenades Neukölln med Britz och bildade Amtsbezirk Nr. 24. Hermann Boddin blev den förste att leda församlingen. Från 1875 började man bygga bort delar av Rollberg och skapade nya bostadshus och Neukölln fick karaktären av en arbetarförort till Berlin. I Rollberg grundades bland annat 1872 ett bryggeri som under namnet Berliner Kindl hade stor verksamhet fram till nedläggningen 2006. 

### Rixdorf blev Neukölln
1912 antogs namnet Neukölln istället för Rixdorf då de styrande ansåg att namnet fått dålig klang då det användes som begrepp för frigjord underhållning. Namnet Neukölln är härlett ur Cölln som var systerstad till Berlin under medeltiden innan de två städerna förenades. 1920 inkorporerades Neukölln i Berlin (Stor-Berlin) tillsammans med Britz, Rudow och Buckow. 1925 förlängdes tunnelbanan till Grenzallee. Under 1920-talet blev Neukölln skådeplats för sammandrabbningar mellan polisen och kommunistiska demonstranter där 14 dog och 27 skadades vid en demonstration 1929.
Andra världskriget klarade Neukölln bättre än andra delar av Berlin, Neukölln förstördes mindre än till exempel Kreuzberg, Charlottenburg och centrum. Trots detta var förstörelsen påtaglig och många invånare hade omkommit. Nio procent av husen totalförstördes, tolv procent svårt och 15 procent av byggnaderna hade lättare skador.
Efter andra världskriget tillhörde stadsdelen den amerikanska sektorn. Under 1960- och 1970-talet följde nya områden och man rev även gammal bebyggelse för att ge plats åt nya bostadsområden. Bland annat byggdes ett nytt stort område, High-Deck-Siedlung, med plats för 6000 boende.

## Dagens Neukölln
Neukölln är idag en utpräglat multikulturell stadsdel där 22 % av invånarna inte är medborgare i Tyskland och 33 % har migrationsbakgrund. I Neukölln bor över 163 olika nationaliteter. Den största gruppen är den turkiska med drygt 25 000 invånare följt av drygt 11 000 från forna Jugoslavien inom stadsdelsområdet. Neukölln är känt för sina stora turkiska och arabiska befolkningar som tydligt präglar stadsbilden. 
Neukölln beskrivs som en "social brännpunkt" på grund av problem med hög arbetslöshet och brottslighet. I vissa delar av Neukölln lever tre fjärdedelar av de boende på existensminimum och genomsnittsinkomsten ligger på 725 euro. 60 % av unga under 25 år får arbetslöshetsstöd genom Hartz IV. Brottsligheten innefattar bland annat droghandel i Hasenheide och 40 000 brott registrerades av polisen (2007). Ett annat problem är den låga utbildningsnivån med dåliga skolresultat och bara 4,9 % av invånarna har högskoleexamen.
Samtidigt har en gentrifiering av norra Neukölln med gräns till Kreuzberg ägt rum. Hyrorna har stigit mest av alla stadsdelar i centrala Berlin 2016 och bostadsrättspriserna har ökat lavinartat de senaste åren. Etableringar av nya restauranger, barer, butiker och verksamheter sker snabbt och grupper med högre inkomster flyttar in. Neukölln är idag lika förknippat med barer och uteliv som grannstadsdelen Kreuzberg men i och med tilltagande gentrifiering håller stadsdelen på att etablera en egen scen framför allt i Reuterkiez, ett område som populärt också kallas för "Kreuzkölln" på grund av närheten till Kreuzberg. Populära bargator i Reuterkiez är Weserstraße och Hobrechtstraße.

## Infrastruktur
I Neukölln ligger stationen Neukölln med pendeltåg och tunnelbana. Genom Neukölln går tunnelbanelinjerna U7 och U8.
För sjötrafik finns här Landwehrkanal, Neuköllner Schiffahrtskanal och Britzer Verbindungskanal. Motorvägen A 113 går genom Neukölln.